# Circonscription de Franklin (Tasmanie)
Ne pas confondre avec la circonscription de Franklin de niveau fédéral.
 (mai 2025).

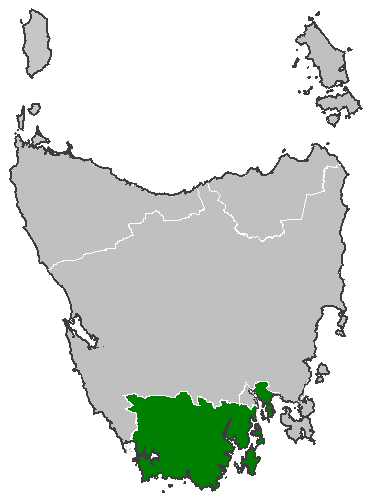
Circonscription de Franklin

La circonscription de Franklin (en anglais : Division of Franklin), en Tasmanie (Australie) est une des cinq circonscriptions électorales de Tasmanie. Elle comprend les villes de Bridgewater, Cygnet, Kingston et Lauderdale. La circonscription doit son nom à Sir John Franklin qui fut gouverneur de Tasmanie.
Aux élections nationales, la circonscription élit cinq députés d'après le système du scrutin à vote unique transférable. Les cinq députés nationaux sont en 2013 :
- David O'Byrne - Travailliste
- Lara Giddings - Travailliste
- Will Hodgman - Libéral
- Jacquie Petrusma - Libéral
- Nick McKim - Vert